# Sidney Drell
Sidney David Drell (né le 13 septembre 1926 à Atlantic City et mort le 21 décembre 2016 à Palo Alto) est un physicien américain et un expert en contrôle des armes.
Au moment de sa mort, il est professeur émérite au Centre de l'accélérateur linéaire de Stanford (SLAC) et senior fellow à la Hoover Institution de l'université Stanford.
Drell a apporté une contribution importante dans les domaines de l'électrodynamique quantique et de la physique des particules à haute énergie. Le processus Drell-Yan, qui a été utilisé pour découvrir le boson de Higgs, porte en partie son nom.
Il a reçu le prix Enrico-Fermi en 2000.